# Кодекс 064
Кодекс 064 (Gregory-Aland) — унциальный манускрипт VI века на греческом языке, содержащий текст Евангелия от Матфея 27,7-30 на 2 пергаментных листах (28 x 21 см). Текст на листе расположен в двох колонках, 25 строки в колонке.

## Особенности рукописи
Вместе с кодексами 074 и 090 она составляла одну рукопись. Содержит фрагменты Матф 25,15 - Марк 5,20.
Кодекс 074 — 10 листов, содержит Матф 25; 26; 28
Кодекс 090 — 4 листа, содержит Матф 26, 59-70; 27,44-56; Марк 1,34-2,12.
Греческий текст рукописи отражает византийский тип текста. V категория Аланда.
Рукопись поделена и сейчас хранится в трёх библиотеках: 
- 064 в Национальной библиотеке Украины (Petrov 17), в Киеве,
- 074 в Монастыре Св. Екатерины, на Синае (Harris 10),
- 090 в Российской национальной библиотеке (Gr. 276) в Санкт-Петербурге[1].